# Onthophagus curtipilis
Onthophagus curtipilis là một loài bọ cánh cứng trong họ Bọ hung (Scarabaeidae).